# Centre d'Estudis de l'Horta Nord
El Centre d'Estudis de l'Horta Nord és un institut d'estudis comarcals valencià (Ideco) sense ànim de lucre que impulsa i difon el coneixement de la comarca de l'Horta Nord. El Centre és membre de la Federació d'Instituts d'Estudis Comarcals del País Valencià, i el seu primer president va ser Josep Corell i Vicent, de Foios epigrafista llatí de la Universitat de València. El centre tenia l'any 2011 un centenar de socis.
Té per objectius donar a conèixer la comarca de l'Horta Nord, així com fomentar la consciència comarcal des de tots els punts de vista (històric, artístic, geogràfic, lingüístic, etnogràfic, arqueològic...), defensant el patrimoni natural, lingüístic, cultural, històric i artístic entre els seus habitants. Promou i col·labora en activitats científiques i culturals d'àmbit comarcal tot sensibilitzant els poders públics perquè desenvolupen projectes culturals i socials d'àmbit comarcal.
Una de les activitats destacades del centre és el Congrés d'Estudis Comarcals, del qual s'han realitzat tres edicions, el 1997 a Meliana, 2003 a Vinalesa i en 2011 a València, i coincidint amb el darrer congrés i en col·laboració amb la Universitat Politècnica de València i la Fundació Assut organitzà un concurs de curtmetratges anomenat Hortografies, mostra documental de l'horta i el regadiu. També ha organitzat Jornades de Patrimoni Monumental, a Alfara del Patriarca l'any 2004 i 2005. L'any 2006 el Centre col·laborà en la redacció del Pla d'Acció Territorial de Protecció de l'Horta de València.

## Publicacions
- Frechina, Josep Vicent. Actes del Primer Congrés d'Estudis de l'Horta Nord: Meliana, maig de 1997.  Centre d'Estudis de l'Horta Nord, 2000, p. 534. ISBN 8-4605-9877-2.
- Frechina, Josep Vicent; Casteló, Josep Vicent. Bibliografia de Meliana 1900-2000.  Meliana: Institut Municipal de Cultura, 2001, p. 124. ISBN 8-4920-2038-5.[14]
- Frechina, Josep Vicent. Actes del Segon Congrés d'Estudis de l'Horta Nord: Vinalesa, 3-6 d'abril de 2003.  Brosquil, 2004, p. 565. ISBN 8-4979-5035-6.
- Ferrer Orts, Albert. La Cartoixa d'Ara Christi 1585-1660 (2 VOLS.), 2004, p. 247, 284. ISBN 3-9000-3311-0.
- Guia de 5 Rutes per l'Horta per Alfara del Patriarca, Bonrepòs i Mirambell, Foios i Vinalesa[15]

## Exposicions
- 2001 Exposició itinerant: Una (ad)mirada a l'arquitectura de l'Horta Nord.[13]
- 2005 Exposició itinerant: La Real Séquia de Montcada.[13]